# Joachim Otto Ulrich von Levetzow
Joachim Otto Ulrich Freiherr von Levetzow, eigentlich Otto von Levetzow (* 25. März 1777 in Kossow, heute Ortsteil der Gemeinde Wardow; † 28. Januar 1843 in Ludwigslust) war ein mecklenburg-schwerinscher Kammerherr und Hofmarschall.

## Leben
Otto von Levetzow entstammte dem mecklenburgischen Adelsgeschlecht von Levetzow. Er war ein Sohn von Theodosius von Levetzow (1744–1810) auf Teschow (heute Ortsteil von Wardow) und dessen Ehefrau Eleonore Elisabeth, geborene von Wackerbarth (1759–1783).
Ab Ostern 1796 studierte er Rechtswissenschaften an der Universität Rostock. Schon 1798 wurde er Kammerherr am herzoglichen Hof von Mecklenburg-Schwerin.
1813 wurde er Kreishauptmann 1. Classe des Fuhrkreises Neustadt und im folgenden Jahr Vice-Districts-Oberst des Parchimschen Kreises. 1821 ernannte ihn Großherzog Friedrich Franz I. zum Schlosshauptmann des Schlosses Schwerin mit dem Rang als Generalmajor. 1823 wurde er Hausmarschall und 1836 als Hofmarschall Chef der großherzoglichen Hofhaltung.
Mehrfach sandte ihn der Großherzog „zu verschiedenen Ehrenmissionen an auswärtige Höfe“.
Er war Ritter des Malteserordens und Gutsbesitzer auf Hohen-Mistorf, Teschow und Kossow, Alt- und Neu-Sührkow.

## Familie

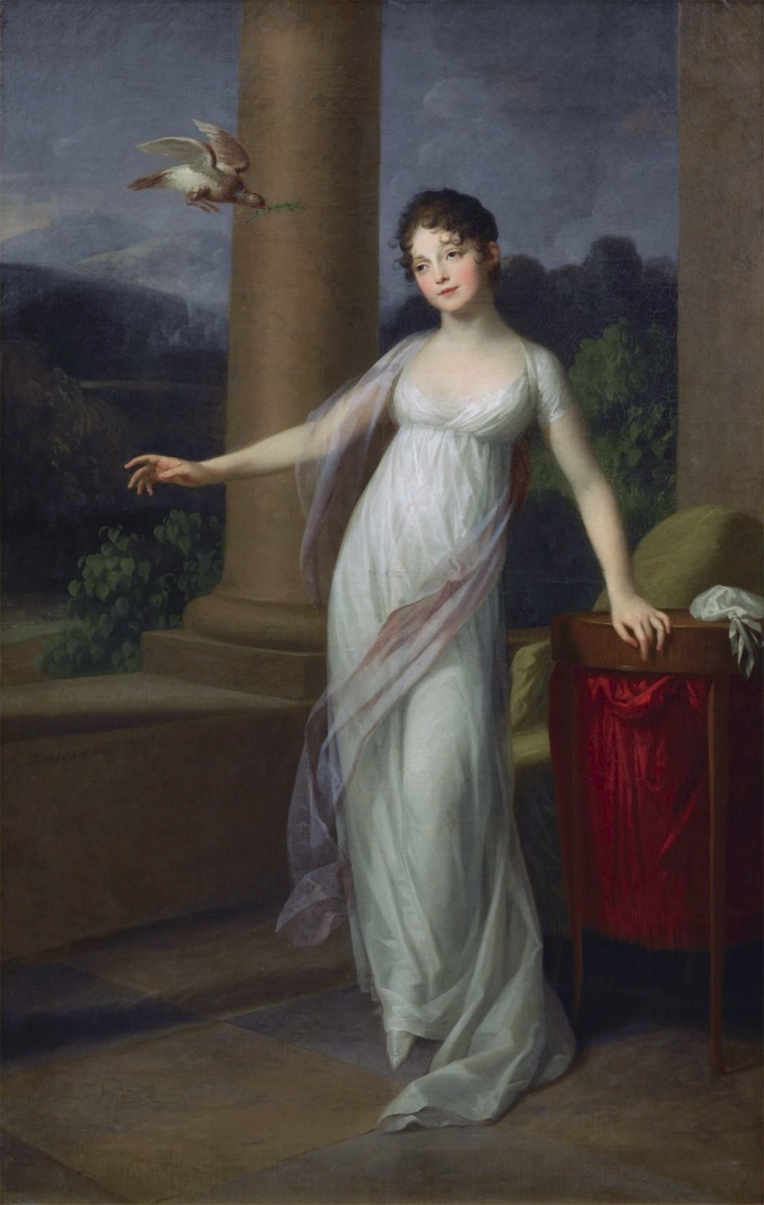
Amalie von Levetzow, Gemälde von Johann Friedrich August Tischbein, 1803

1803 heiratete Otto von Levetzow die 15-jährige Amalie, geborene von Brösigke (1788–1868). Diese Ehe wurde geschieden und Amalie heiratete in zweiter Ehe seinen Vetter Friedrich Carl Ulrich von Levetzow, der als preußischer Offizier 1815 in der Schlacht bei Waterloo fiel. Nach ihrer Verwitwung wurde 1843 Franz Graf von Klebelsberg-Thumburg, ehemaliger Präsident der Wiener Hofkammer und Besitzer des Gutes Trziblitz (Třebívlice) in Nordböhmen, ihr dritter Ehemann.
Aus der Ehe von Otto und Amalie von Levetzow gingen zwei Töchter hervor:
- Ulrike von Levetzow (1804–1899), die Johann Wolfgang von Goethe 1823 zu seiner Altersdichtung "Marienbader Elegie" inspirierte und von ihrem Stiefvater Graf Klebelsberg Trziblitz erbte
- Amélie (1805–1831), die 1827 den späteren preußischen Generalmajor Leopold von Rauch heiratete

In zweiter Ehe heiratete Otto von Levetzow Judith Katharine Christiane, geborene von Sander, geschiedene von Gersdorff.
Aus dieser Ehe stammte Sohn Karl (1813–1854), ebenfalls Kammerherr. Dessen Sohn Otto (1844–1921), auch er Kammerherr sowie Rittmeister, heiratete 1874 Gabriele Freiin von Humboldt–Dachröden (1855–1939), eine Enkelin von Wilhelm von Humboldt, und erbte den Fideikommiss Groß Markow.